# Anthony Cox
Pour les articles homonymes, voir Cox.
Anthony Cox (né le 26 août 2000) est un athlète jamaïcain, spécialiste du 400 mètres.

## Biographie
En 2017, il se classe deuxième du 4 × 400 mètres des championnats du monde jeunesse.
Il remporte la médaille d'argent du relais 4 × 400 mètres lors des championnats du monde 2022 à Eugene au titre de sa participation aux séries.

## Palmarès
| Date | Compétition           | Lieu   | Résultat | Épreuve   | Temps                    |
| ---- | --------------------- | ------ | -------- | --------- | ------------------------ |
| 2022 | Championnats du monde | Eugene | 2e       | 4 × 400 m | Participation aux séries |

## Records
| Épreuve | Temps   | Lieu     | Date         |
| ------- | ------- | -------- | ------------ |
| 400 m   | 45 s 43 | Kingston | 25 juin 2022 |